# Concepción del Oro (kommun i Mexiko)
Concepción del Oro är en kommun i Mexiko.   Den ligger i delstaten Zacatecas, i den centrala delen av landet, 600 km norr om huvudstaden Mexico City.
Följande samhällen finns i Concepción del Oro:
- Concepcion del Oro
- Colonia Fovissste
- La Curva
- Los Encinos
- Estación Margarita